# Гусаков, Игорь Моисеевич
Игорь Моисеевич Гусаков (18.03.1928 — 05.10.2009) — доктор технических наук, ученый в области ядерных энергетических установок специального назначения, лауреат Ленинской премии.

## Биография
Родился в 1928 году.
С 1951 года после окончания Московского энергетического института работал в ФЭИ (Обнинск). Вместе с Виктором Марковичем Дмитриевым отвечал за расчетно-теоретические и инженерные вопросы реактора и ЯЭУ БУК и ТОПАЗ.
Ленинская премия 1961 г. (в составе коллектива: Б. Ф. Громов, И. М. Гусаков, К. И. Карих, В. А. Кузнецов, Г. И. Марчук) — за создание стенда 27/ВТ и проведение на нем цикла исследований.
Государственная премия СССР.
Доктор технических наук.
Умер в 2009 году.